# Народни сили за освобождение „Фарабундо Марти“
Народни сили за освобождение „Фарабундо Марти“ (на английски: Fuerzas Populares de Liberación „Farabundo Martí“ (FPL) е бивша лява партизанска организация в Ел Салвадор. Тя е най-старата от петте организации, които през 1980 г. се обединяват във Фронт за национално освобождение „Фарабундо Марти“ и и взимат участие в гражданската война 1980-1992 г. в страната.